# Māshūleh
Māshūleh (persiska: ماشوله) är en ort i Iran.   Den ligger i provinsen Khorasan, i den nordöstra delen av landet, 800 km öster om huvudstaden Teheran. Māshūleh ligger 877 meter över havet och antalet invånare är 164.
Terrängen runt Māshūleh är platt.Runt Māshūleh är det ganska tätbefolkat, med 185 invånare per kvadratkilometer. Närmaste större samhälle är Chelghī, 11,7 km nordväst om Māshūleh. Omgivningarna runt Māshūleh är i huvudsak ett öppet busklandskap.